# Геленув (гміна Водине)
Геленув (пол. Helenów) — село в Польщі, у гміні Водине Седлецького повіту Мазовецького воєводства.
Населення — 38 осіб (2011).
У 1975-1998 роках село належало до Седлецького воєводства.

## Демографія
Демографічна структура станом на 31 березня 2011 року:
|          | Загалом | Допрацездатний вік | Працездатний вік | Постпрацездатний вік |
| -------- | ------- | ------------------ | ---------------- | -------------------- |
| Чоловіки | 20      | 1                  | 14               | 5                    |
| Жінки    | 18      | 2                  | 7                | 9                    |
| Разом    | 38      | 3                  | 21               | 14                   |